# أومامي

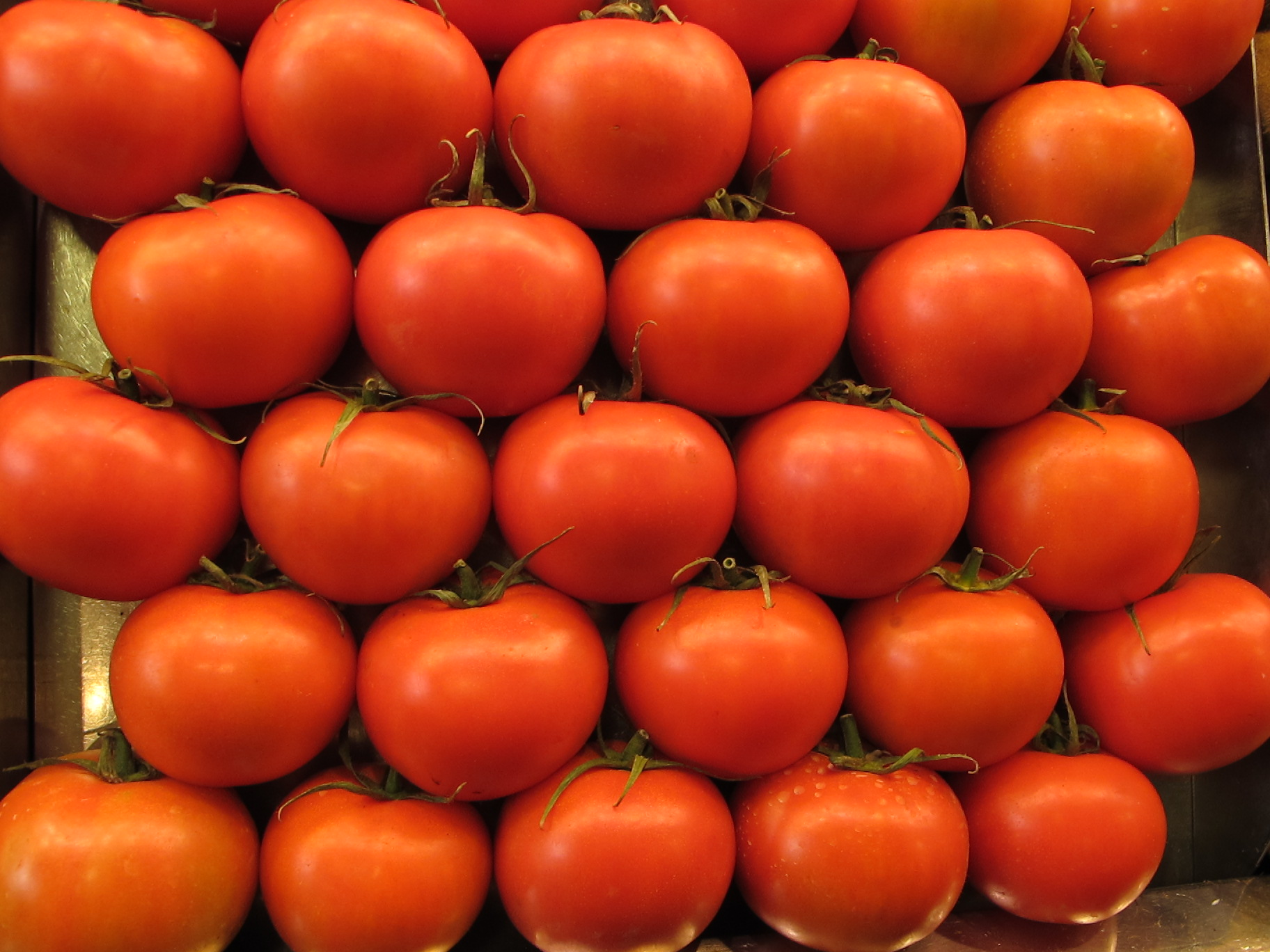
الطماطم الناضجة غنية بمكونات أومامي

أومامي ‎/u:ˈmɑ:mi/‏، والمعروفة شعبياً بالطعم اللذيذ  هي إحدى المذاقات الخمس الأساسية إلى جانب الحلو، الحامض، المر والمالح. كلمة أومامي كلمة مستعارة من الكلمة اليابانية أومامي (うま味?) وتعني «طعم لاذع لطيف»، وقد قام البروفيسور كيكوناي إيكيدا بتركيب هذه الكلمة من كلمتي أوماي (うまい) «لذيذ» ومي (味) «طعم». وتعبر الأحرف الصينية 旨味 عن معنى أعم وتستخدم للتعبير عن طعام معين لذيذ الطعم.

## الخلفية
تناقش العلماء لوقت طويل حول ما إذا كانت أومامي بالفعل من الطعمات الأساسية؛ إلا أنه تم في حوار أومامي الدولي الأول في هاواي عام 1985 الاعتراف بمصطلح أومامي رسمياً بصفته المصطلح العلمي لوصف طعم الغلوتامات والنوكليوتيدات، وهذا الطعم مقبول على نطاق واسع اليوم بصفته واحداً من الطعمات الأساسية. تمثل أومامي طعم الحمض الأميني حمض الغلوتاميك و5‘- ريبونوكليوتيدات مثل غوانوزين مونوفوسفات(GMP) وإينوزين مونوفوسفات. IMP)) ليس هناك ترجمة حرفية لكلمة أومامي على الرغم من إمكانية وصف الطعم كطعم حساء أو لحم لطيف وشهي يدوم طويلاً ويكوّن طبقة كالغلاف على اللسان. فكلمة أومامي تلفظ أومامي في جميع اللغات الرئيسية بما فيها الإنكليزية والإسبانية والفرنسية...الخ. ويعود شعور طعم أومامي هذا إلى الكشف عن أنيون الكاربوكسيلات من الغلوتامات في خلايا مستقبلة متخصصة موجودة على لسان الإنسان والحيوان،
وتأثيرها الأساسي هو قدرتها على موازنة الطعم وجمع النكهة المتكاملة لطبق الطعام. تعزز أومامي بوضوح استساغة طائفة واسعة من الأطعمة (للمراجعة: بوشامب، 2009). الغلوتامات بشكلها الحمضي (حمض الغلوتاميك) تضفي القليل من طعم أومامي، في حين يمكن لأملاح حمض الغلوتاميك، والمعروفة باسم الغلوتامات، التأيّن بسهولة وإعطاء طعم أومامي المميز. وتقوم GMP وIMP بتعزيز حدة طعم الغلوتامات.

## اكتشاف طعم أومامي

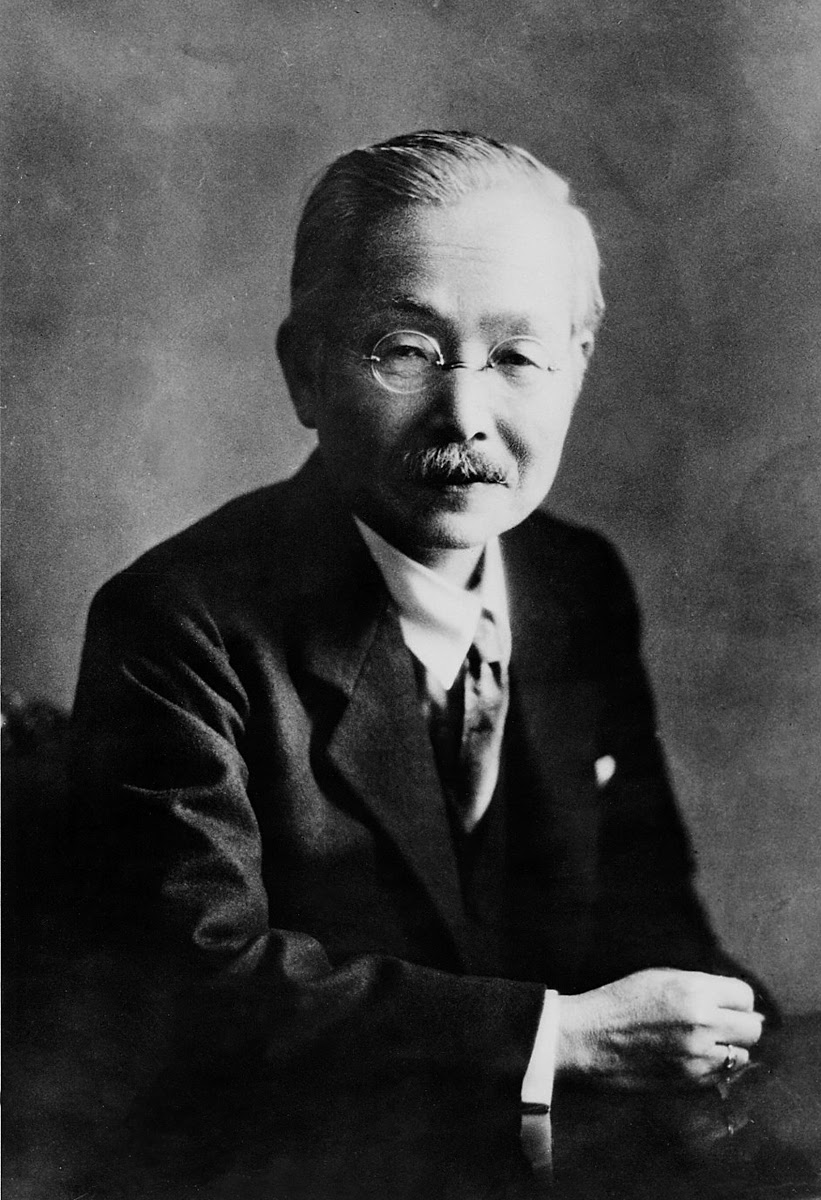
كيكوناي إيكيد

للغلوتامات تاريخ طويل في الطهي، وقد كانت صلصات السمك المخمرة (غاروم) تستعمل في روما القديمة. افتتح الطاهي أوغوست إيسكوفيي المطعم الأكثر فتنة وثورية وأغلاها أسعاراً في باريس، وقام في أواخر القرن التاسع عشر بابتداع وجبات جمعت طعم أومامي مع الطعم المالح والحامض والحلو والمر. ومع ذلك لم يكن هذا الطاهي يعلم المصدر الكيميائي لهذه الجودة الفريدة بعد
لم يحدد طعم أومامي بشكل صحيح حتى عام 1908 حين قام بذلك العالم كيكوناي إيكيدا  الذي كان أستاذاً في جامعة طوكيو الإمبراطورية، حيث وجد أن الغلوتامات هي العنصر المسؤول عن استساغة الحساء المصنوع من الأعشاب البحرية كومبو. لقد لاحظ أن طعم مرق الكومبو كان مختلفاً عن الطعم الحلو والحامض والمر والمالح، وبذلك سماه أومامي
بعد ذلك قام شينتارو كوداما، أحد طلاب البروفيسور إيكيدا، في عام 1913 باكتشاف مفاده أن رقائق بونيتو المجففة تحتوي على مادة أخرى من أومامي  هي ريبونوكليوتيد IMP. وفي عام 1957 أدرك أكيرا كونيناكا أن الريبونوكليوتيد الموجود في فطر الشيتاكي يقوم بدوره بإعطاء طعم أومامي. وكان أحد أهم اكتشافات كونيناكا هو التأثير التآزري بين الريبونوكليوتيدات والغلوتامات. عندما يتم مزج الأطعمة الغنية بالغلوتامات مع مكونات تحوي على ريبونوكليوتيدات تكون حدة الطعم الناتج أعلى من مجموع المكونات سوية.
ويؤمن تآزر أومامي هذا تفسيراً لمختلف العمليات التقليدية في قرن الأغذية، بدءاً بالسبب الذي يصنع من أجله اليابانيون المرق بالأعشاب البحرية كومبو ورقائق بونيتو المجففة، ووصولاً إلى أطباق أخرى متنوعة: يقوم الصينيون بإضافة الكرّاث الصيني والملفوف إلى حساء الدجاج، كما هو الحال في طبق حساء كوك-آ-ليكي، الإسكتلندي المكون من الدجاج والكراث، في حين يقوم الإيطاليون بمزج جبنة بارميزان مع صلصة الطماطم والفطر. إن طعم أومامي الناتج عن تلك المكونات مع بعضها البعض يفوق طعم كل منها منفرداً

## خصائص طعم أومامي
طعم أومامي معتدل لكنه يخلف مذاقاً في الفم ويصعب شرحه، فهو يحث اللعاب ويعطي شعوراً مشعراً على اللسان، فيحفز الحلق وسقف الحلق والجزء الخلفي من الفم (للمراجعة ياماغوتشي، 1998). مذاق أومامي غير مستساغ بحد ذاته، ولكنه يجعل لمجموعة كبيرة من الأطعمة طعماً لطيفاً، ولا سيما عند وجود روائح متطابقة. وباستثناء السكروز فإن طعم أومامي كالطعمات الأساسية الأخرى لذيذ فقط ضمن نطاق تركيز ضيق نسبياً. ويعتمد أيضاً طعم أومامي الأمثل على كمية الملح، وفي ذات الوقت يمكن للأطعمة القليلة الملح الحفاظ على طعم مُرضٍ بوجود كمية مناسبة من أومامي. في الواقع أظهر روينينين وآخرون أن التقييمات على لطف الطعم وحدته والملوحة المثالية لحساء قليل الملح جاءت عالية عندما كان الحساء يحتوي على أومامي، في حين كان الحساء قليل الملوحة وغير الحاوي على أومامي أقل إرضاءً. وقد يستفيد بعض فئات الناس كالمسنين من طعم أومامي لأن حساسية التذوق والرائحة عندهم تضعف بسبب العمر والأدوية المتعددة، ويمكن لفقدان الطعم والرائحة المساهمة في ضعف التغذية مما يزيد من مخاطر إصابتهم بالأمراض

## الأطعمة الغنية بأومامي
قد تكون كثير من الأطعمة المستهلكة يومياً غنيةً بأومامي. يمكن إيجاد الغلوتامات الطبيعية في اللحوم والخضار؛ في حين تأتي الإينوزينات في المقام الأول من اللحوم، والغوانيلات من الخضار، وبهذا يوجد طعم أومامي في الأطعمة الحاوية على مستويات عالية من حمض الغلوتاميك وIMP وGMP وعلى الأخص في السمك والمحار واللحوم المقددة والخضروات (مثل الفطر والطماطم الناضجة والملفوف الصيني والسبانخ وغيرها)، أو في الشاي الأخضر والمنتجات المخمرة والقديمة (مثل الأجبان ومعجون القريدس وصلصة الصويا وغيرها). وهناك بعض الفروق في المرق باختلاف البلدان.
يتذوق الإنسان طعم أومامي للمرة الأولى غالباً في حليب الأم  الذي يحتوي تقريباً على نفس كمية أومامي المتواجدة في الحساء. يعطي المرق الياباني شعوراً نقياً بطعم أومامي لأنه غير قائم على اللحوم، حيث يأتي حمض الغلوتاميك في المرق الياباني من العشب البحري كومبو (لاميناريا جابونيكا)، والإينوزينات من رقائق بونيتو المجففة (كاتسوبوشي) أو من أسماك السردين الصغيرة المجففة (نيبوشي). وفي المقابل يحتوي المرق الغربي والصيني على طعم أكثر تعقيداً بسبب احتوائه على خليط أوسع من الأحماض الأمينية من اللحوم والعظام والخضروات.

## المستقبلات الذوقية
يمكن لجميع الحليمات الذوقية على اللسان وفي أجزاء الفم الأخرى كشف طعم أومامي بصرف النظر عن مواقعها. إن خريطة اللسان
التي تتوزع فيها الطعمات المختلفة في مناطق مختلفة من اللسان هي اعتقاد خاطئ. لقد قامت دراسات الكيمياء الحيوية بتحديد المستقبلات الذوقية المسؤولة عن طعم أومامي، وهي صيغة معدلة من مستقبلات ميتابوتروبيك الغلوتامات mGluR4 ومستقبل تحويل الغلوتامات 1 ‏ والمستقبل الذوقي نوع 1 (T1R1 + T1R3)، وقد تم العثور عليها كلها في الحليمات الذوقية في كل نواحي اللسان. وأيدت أكاديمية نيويورك للعلوم قبول هذه المستقبلات الذوقية مشيرة إلى أن «الدراسات البيولوجية الجزيئية الأخيرة حددت بعض المستقبلات التي قد تكون مستقبلات طعم أومامي، بما فيها الجزيء ثنائي الوحدات T1R1/T1R3، والنوع المقتطع 1 و4 من مستقبلات ميتابوتروبيك الغلوتامات الفاقدة لمعظم نطاق N خارج الخلية (mGluR4 - المستطعمة، وmGluR1- المقتطعة) وmGluR4- الدماغ». المستقبلات mGluR1 وmGluR4 هي مستقبلات محددة للغلوتامات، في حين أن T1R1 + T1R3 مسؤولة عن عملية التآزر التي سبق لأكيرا كونيناكا وصفها في عام 1957. ومع ذلك فإن الدور المحدد لكل من المستقبلات في خلايا الحليمات الذوقية لا يزال غير واضح. إنها مستقبلات مقترنة بالبروتين ج (GPCRs) تحتوي على جزيئات إشارية ماثلة تشمل بروتينات ج بيتا-غاما وPLCb2 وإطلاق PI3 غير مباشر من أيونات الكالسيوم (2+Ca) من مخازن داخل الخلايا. تقوم 2+Ca بتنشيط الميلاستاتين الكامن للمستقبل العابر لقناة الكاتيون الانتقائية 5 (TrpM5) والتي تؤدي إلى استقطاب الغشاء، ويترتب على ذلك إطلاق ثلاثي فوسفات الأدينوزين وإفراز النواقل العصبية بما فيها السيروتونين. لا تحتوي الخلايا التي تستجيب لمحفزات طعم أومامي على مشابك كيميائية نموذجية، وإنما يقوم ثلاثي فوسفات الأدينوزين بنقل إشارات الطعم إلى الأعصاب الذوقية التي تنقلها بدورها إلى الدماغ الذي يقوم بتفسير وتحديد طبيعة الطعم.

## وصلات خارجية
- Centre Information Umami(منظمة غير ربحية)
- International Glutamate Information Service
- Italian umami research
- اكتشاف أومامي
- اكتشاف مستقبلات أومامي
- Society for Research on Umami Taste
- «أومامي من؟ التذوق عند البشر يأتي الآن بخمس نكهات»، سي بي سي نيوز، 1 حزيران 2007
- «حلو، حامض، مالح، مر...وأومامي» NPR، 1 تشرين الثاني 2007.
- إحساس جديد بالطعم، بقلم كاتي ماكلولين، وول ستريت جورنال، 12/8/2007.
- Mouthfuls: هيتلاكوش هو بايسبيل آخر.2008 /7/24